# 난보쿠촌
난보쿠촌(南北村)은 이시카와현 후게시군에 있던 촌이다.

## 역사
- 1889년 4월 1일 - 정촌제 시행에 의해 후게시군 난보쿠촌이 성립하였다.
- 1933년 7월 1일 - 나카이촌과 합병해 스미요시촌이 성립하였다.

## 참고문헌
- 『石川県鳳至郡誌』